# Résolution 377 du Conseil de sécurité des Nations unies
Membres permanents
- Chine
- États-Unis
- France
- Royaume-Uni
- URSS

Membres non permanents
- RSS de Biélorussie
- Cameroun
- Costa Rica
- Guyana
- Iraq
- Italie
- Japon
- Mauritanie
- Suède
- Tanzanie

Résolution no 376 Résolution no 378
La résolution 377 du Conseil de sécurité des Nations unies est adoptée par consensus lors de la 1 850e séance du Conseil de sécurité des Nations unies le 22 octobre 1975, a traité de la situation au Sahara occidental. Le Conseil a réaffirmé les travaux récents de l'Assemblée générale et a pris note d'une lettre du représentant permanent de l'Espagne. Le Conseil a ensuite invoqué l'article 34 de la Charte des Nations unies pour demander au secrétaire général d'engager immédiatement des consultations avec les parties concernées et intéressées et de faire rapport au Conseil de sécurité dès que possible sur les résultats obtenus.
Le Conseil a souligné qu'il ne voulait pas porter préjudice aux négociations que l'Assemblée générale pourrait entreprendre et a lancé un appel aux parties concernées et intéressées pour qu'elles fassent preuve de retenue et de modération.
Aucun détail du vote n'a été donné, si ce n'est qu'il a été « adopté par consensus ».
La résolution a été adoptée à la suite de l'invasion du Sahara occidental par le Maroc et de son annexion au pays, après l'abandon du territoire par l'Espagne. Les Nations unies ont refusé de reconnaître la revendication ; le Conseil a réaffirmé la résolution 1514 de l'Assemblée générale des Nations unies du 14 décembre 1960 et toutes les autres résolutions sur le territoire.

## Textes
- Résolution 377 Sur fr.wikisource.org
- Résolution 377 Sur en.wikisource.org